# Wallburg
Wallburg – miasto w Stanach Zjednoczonych, w stanie Karolina Północna, w hrabstwie Davidson.